# Nogent (Haute-Marne)
Nogent is een plaats en gemeente in het Franse departement Haute-Marne (regio Grand Est). De gemeente telde 3.562 inwoners op 1 januari 2022. De gemeente maakt deel uit van het arrondissement Chaumont.
Nogent staat bekend om de vervaardiging van verschillende soorten messen, scharen en bestek.

## Geschiedenis

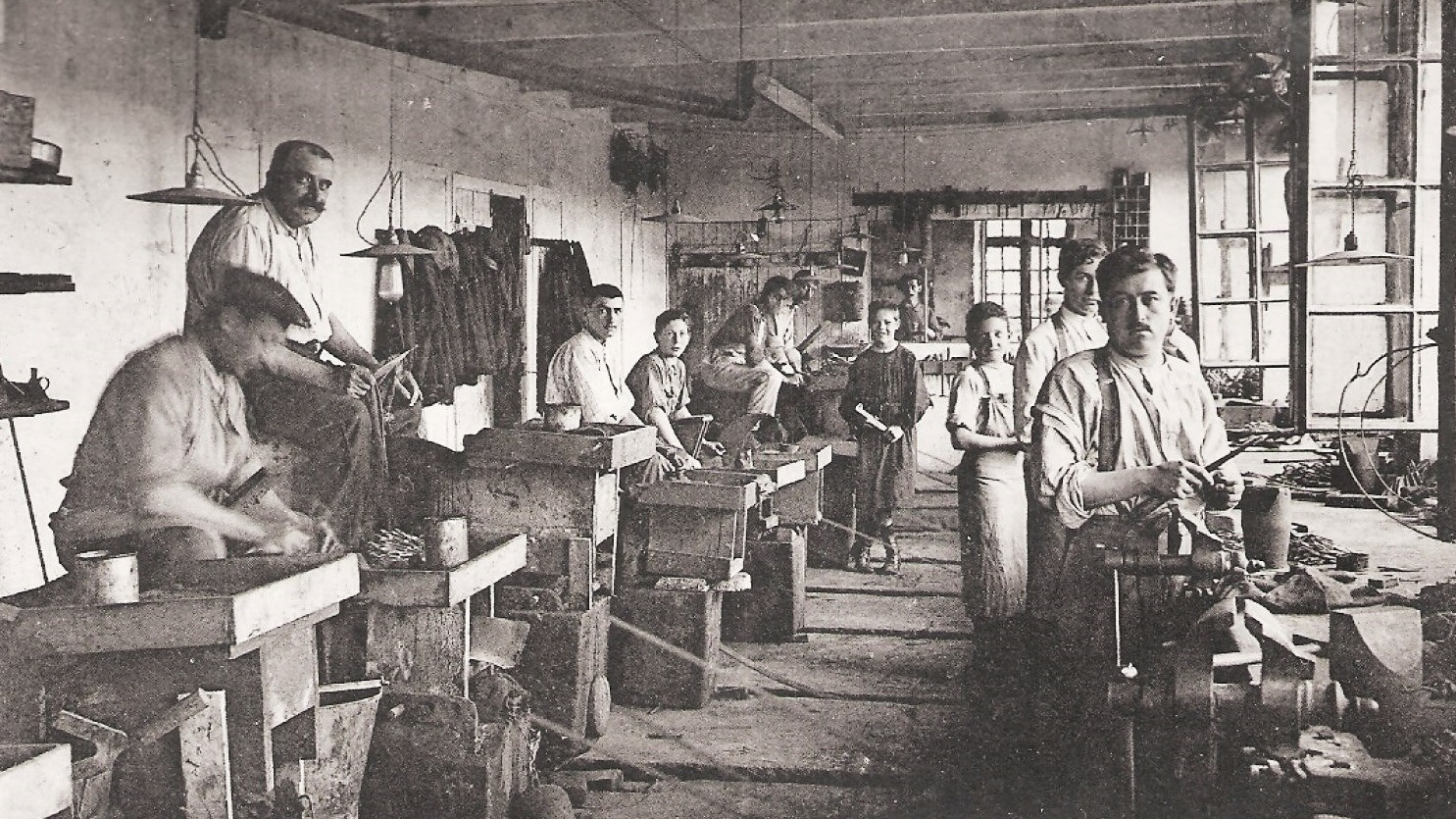
Messenfabriek Beligné

De plaats werd voor het eerst vermeld in de 11e eeuw. Nogent ontstond op een rots die ongeveer honderd meter boven de vallei van de Traire uittorent. Hier werd een versterkt kasteel gebouwd en ontstond de Ville haute, de hoge stad. Aan de rivier ontwikkelde zich vanaf de 12e eeuw de Ville basse, de lage stad, rond de kerk Saint-Germain. In 1284 verleende graaf Theobald V van Champagne een charter aan de stad Nogent.
In de 15e eeuw had de stad erg te lijden onder oorlog en ziekten. In 1417 veroverde een Engels-Bourgondisch leger Nogent op de Franse koning. En in 1486 werd de stad getroffen door de pest. Hierna telde Nogent nog maar 92 inwoners.
In de 17e eeuw werd Nogent een centrum voor de fabricatie van messen. Deze industrie verplaatste zich vanaf 1671 naar Nogent en de omliggende dorpen om te ontsnappen aan het corporatisme in Langres. In Nogent waren het benodigde ijzererts, hout en zuiver water aanwezig. Rond 1750 volgde een tweede golf messenmakers van Langres naar Nogent ten gevolge van verhoogde belastingen. Deze industrie kende haar hoogtepunt in de 19e eeuw toen er tot 6.000 mensen werkten in de Coutellerie van Nogent. Het ging zowel om fabrieks- als thuisarbeid. De producten werden wereldwijd uitgevoerd. In de 20e eeuw diversifieerde de industrie.
Tot de Franse Revolutie heette de stad Nogent-le-Roy. Dit werd daarna Nogent-en-Bassigny. In 1972 fuseerden de gemeenten Donnemarie, Essey-les-Eaux en Odival met Nogent-en-Bassigny om de gemeente Nogent te vormen. 

## Geografie
De oppervlakte van Nogent bedroeg op 1 januari 2022 54,63 vierkante kilometer; de bevolkingsdichtheid was toen 65,2 inwoners per km².
De Traire, een zijrivier van de Marne, en de Rognon stromen door de gemeente. 
Nogent ligt op 22 km van Langres. De gemeente bestaat naast Nogent ook uit de kernen Donnemarie, Essey-les-Eaux en Odival. Odival ligt aan de Traire ten oosten van Nogent. Donnemarie ligt in het  noorden en Essey-les-Eaux in het oosten van de gemeente, beide in de vallei van de Rognon.
De onderstaande kaart toont de ligging van Nogent met de belangrijkste infrastructuur en aangrenzende gemeenten.

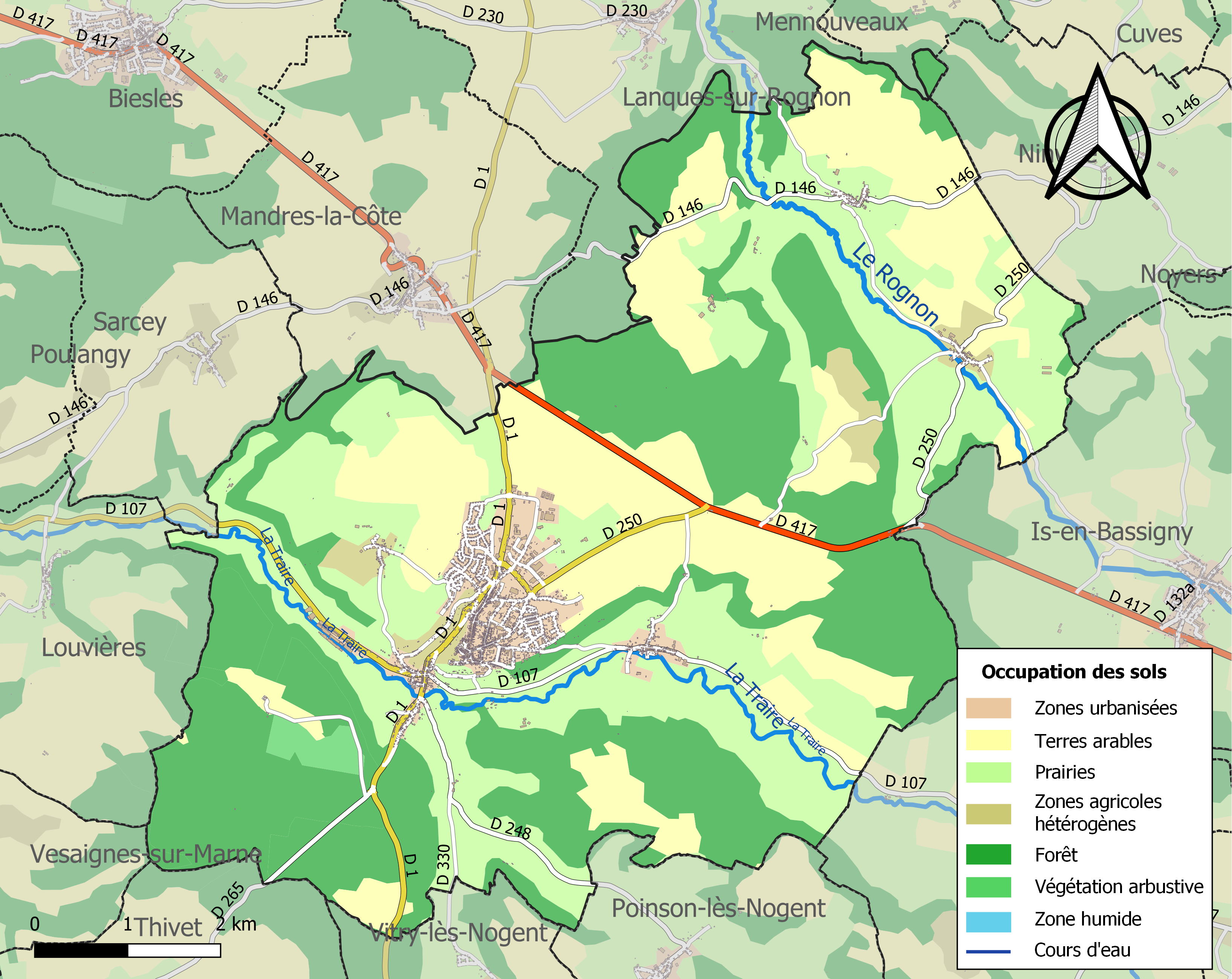

## Demografie
Onderstaande figuur toont het verloop van het inwonertal (bron: INSEE-tellingen).

## Bezienswaardigheden
Het Musée de la Coutellerie is gewijd aan de geschiedenis van de fabricage van messen in Nogent.
Van het middeleeuwse kasteel van Nogent resten enkel de Tour d'angle, een hoektoren die werd heropgebouwd in de 19e eeuw, en een binnenpoort. Het kasteel zelf was al in de 17e eeuw een ruïne. In de 19e eeuw werd in de Ville haute een nieuwe kerk Saint-Jean gebouwd. Naast deze kerk staat een monument ter ere van de gesneuvelden van de Frans-Duitse Oorlog (1870-1871).
Bij Nogent bevinden zich twee dolmens, de Pierre Alot en de Pierre Tournante.

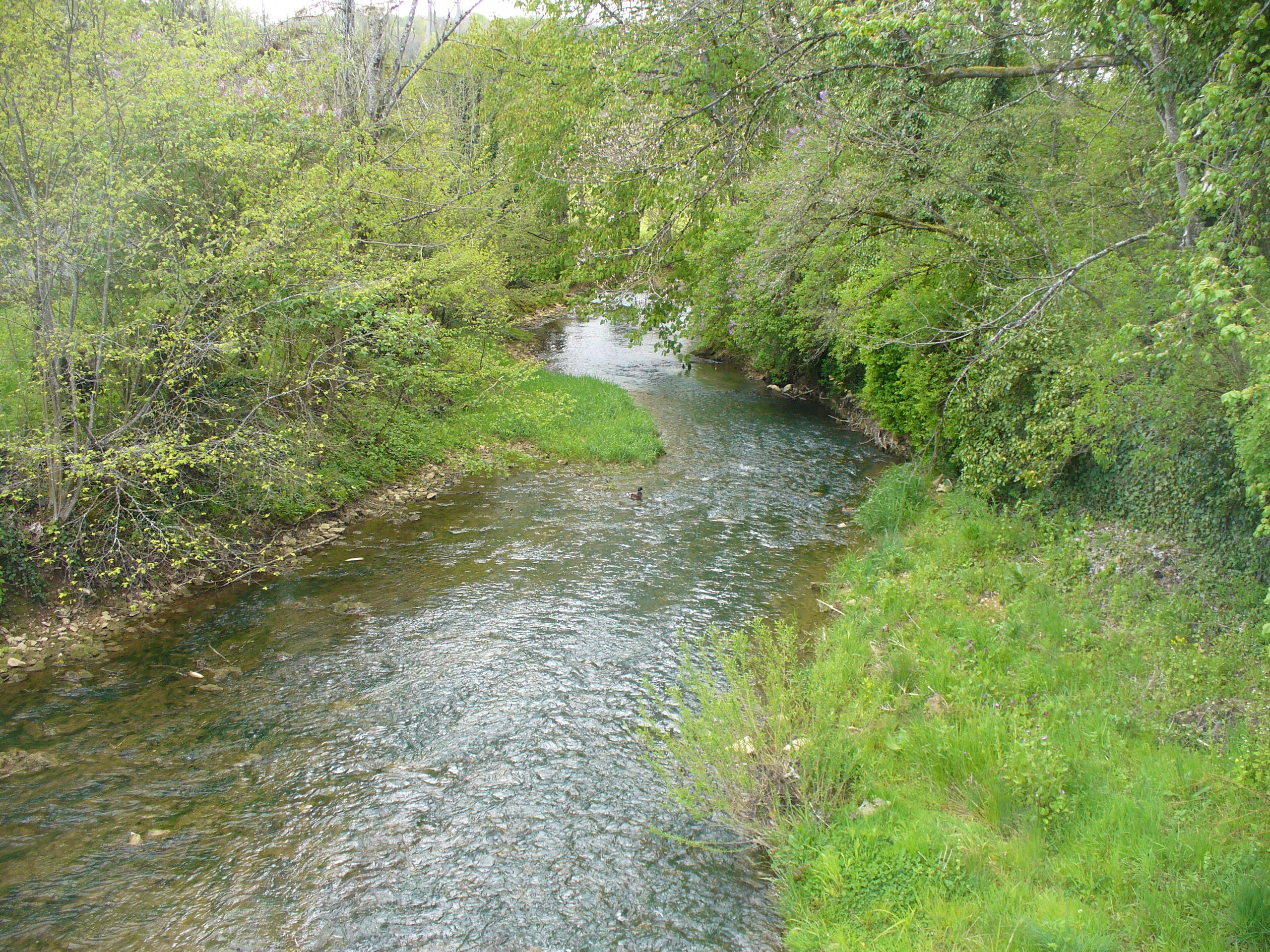
De Traire
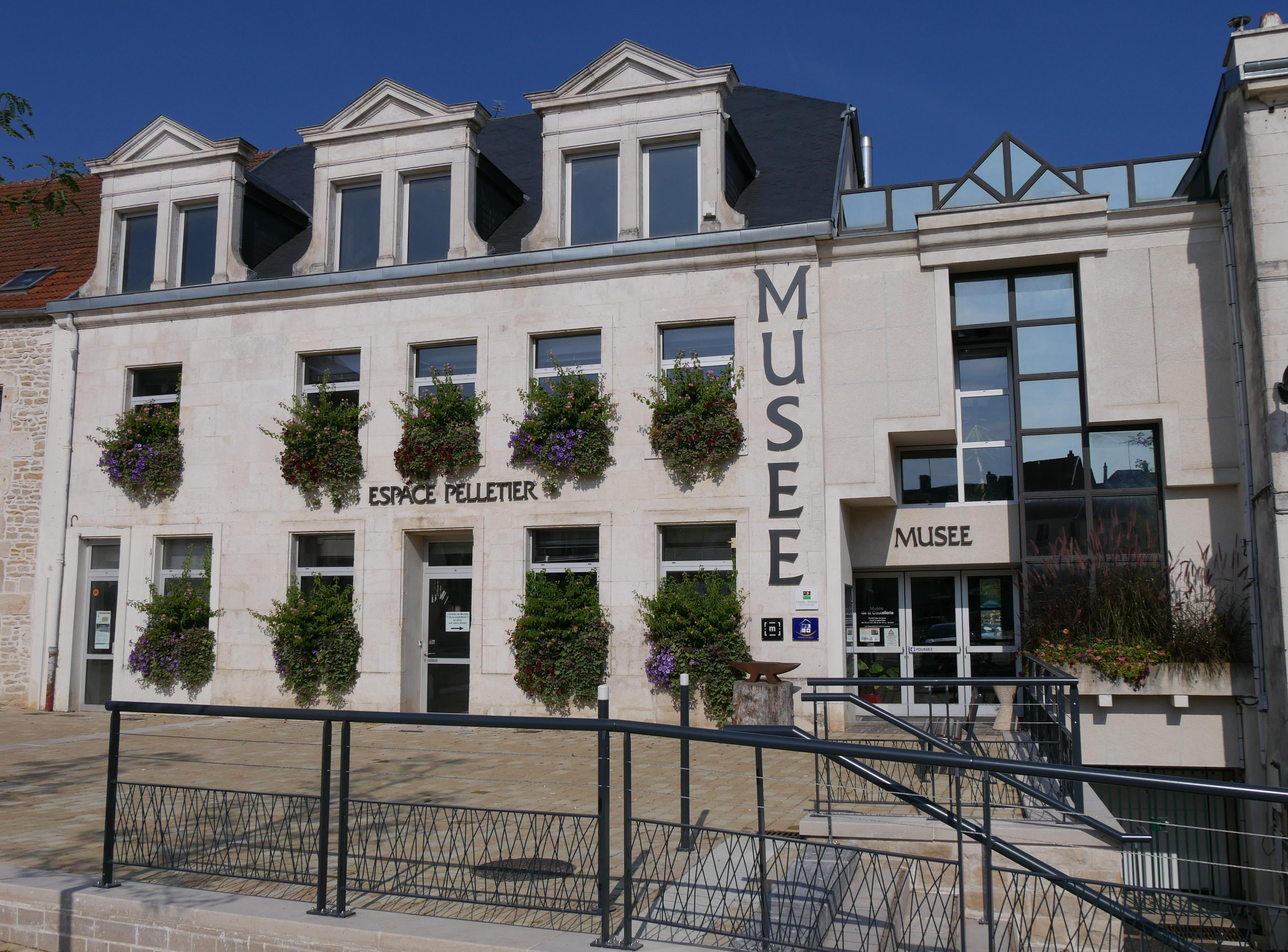
Musée de la Coutellerie
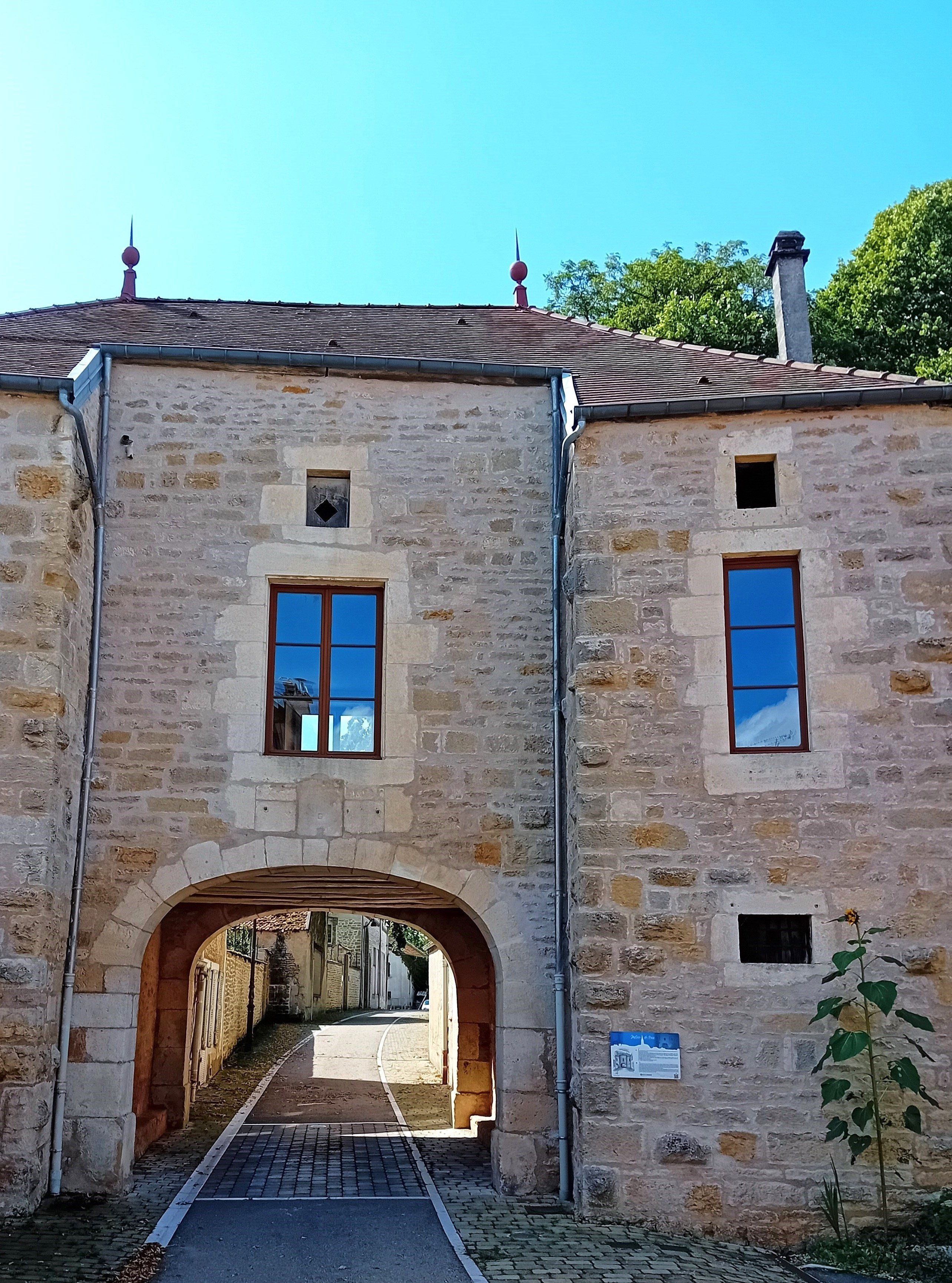
Poort van het voormalige kasteel
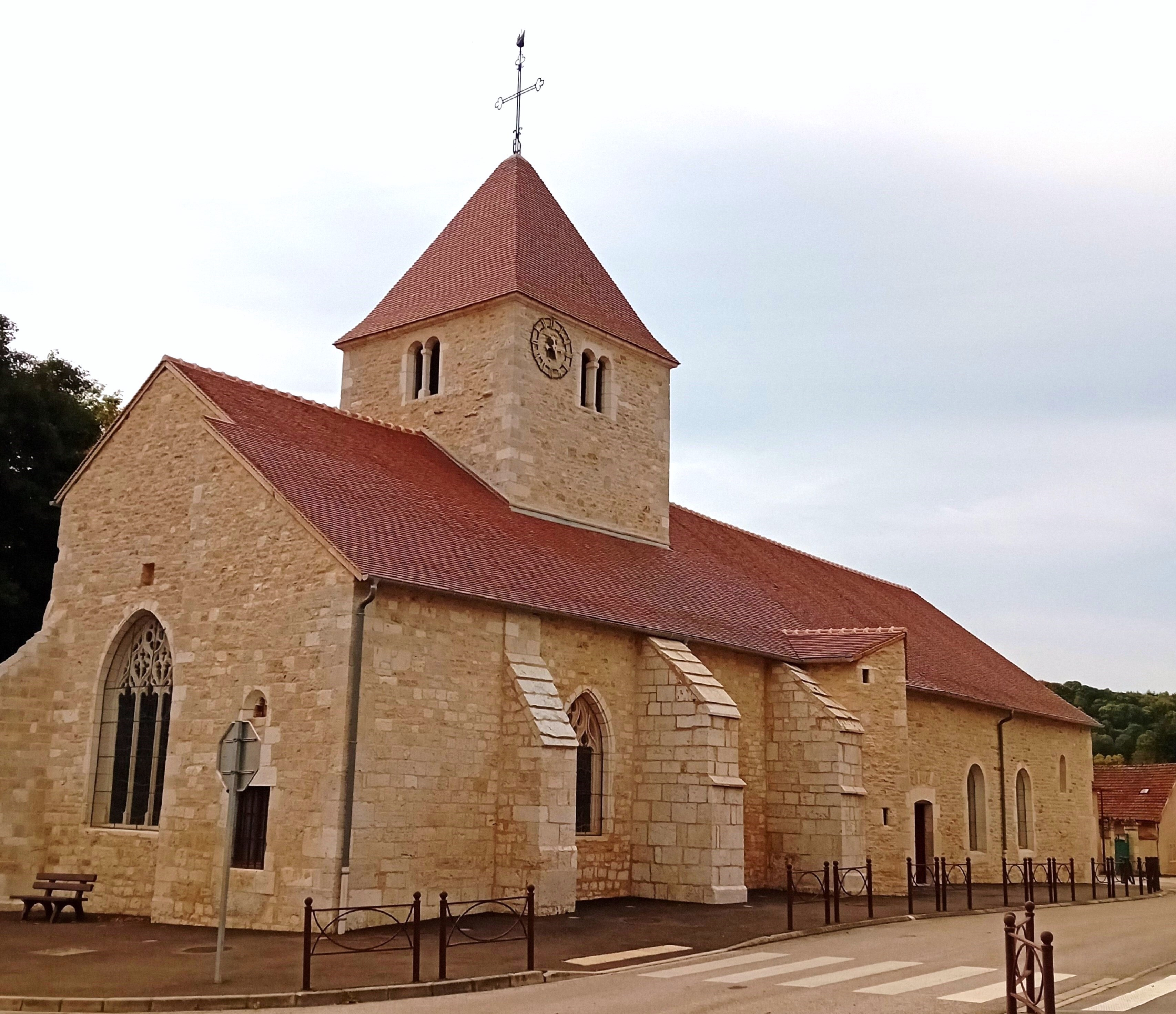
Kerk Saint-Germain de Ville basse
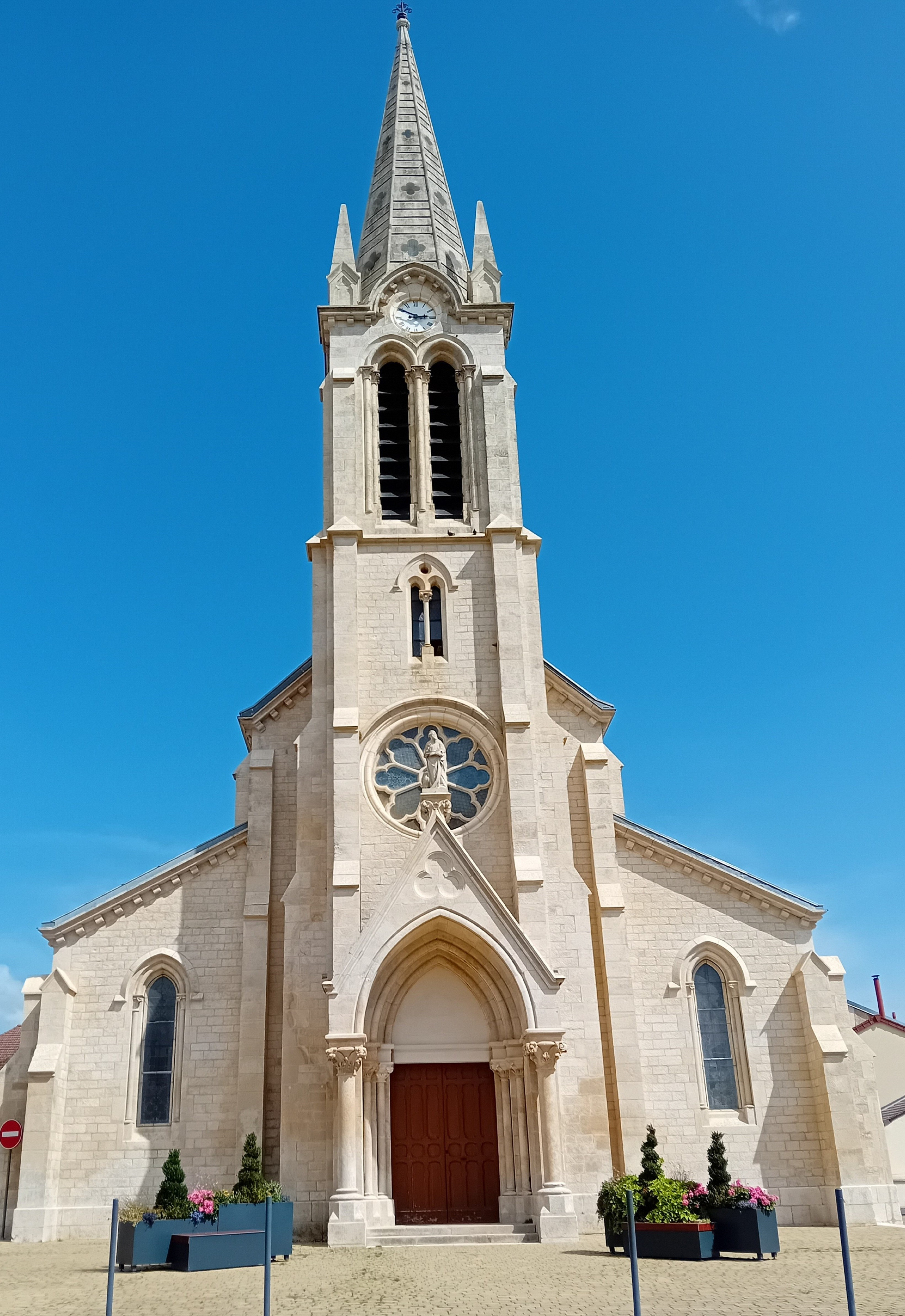
Kerk Saint-Jean in de Ville haute
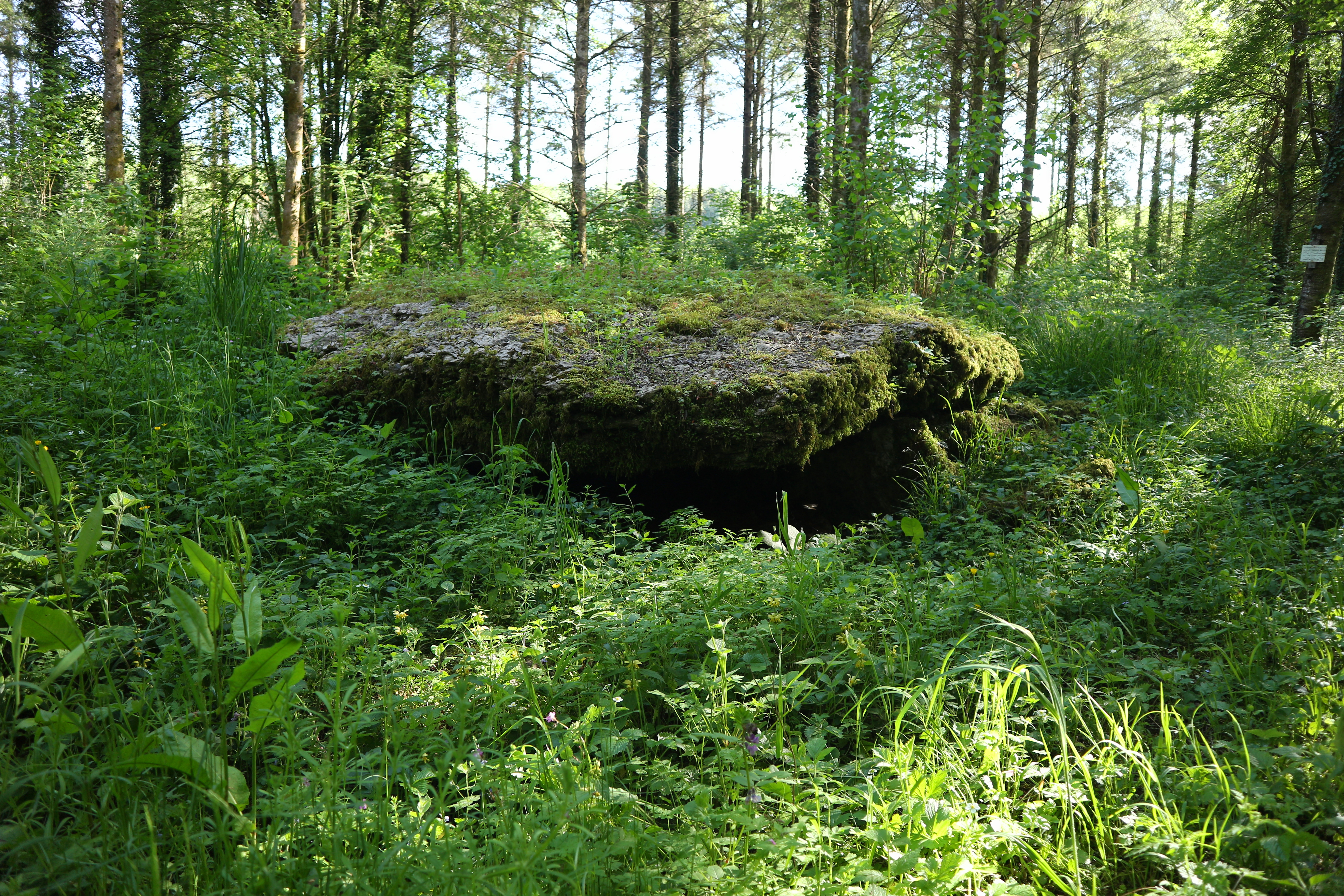
De Pierre Tournante
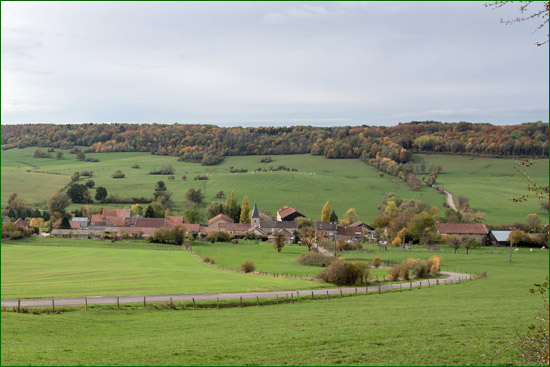
Essey-les-Eaux

## Geboren
- Bernard Dimey (1931-1981), (tekst)dichter